# Ervin Kassai
Ervin Kassai, anche noto come Erwin Kassai (Budapest, 16 marzo 1925 – 12 ottobre 2012), è stato un cestista e arbitro di pallacanestro ungherese, membro del FIBA Hall of Fame dal 2007 in qualità di arbitro.

## Carriera
Con la Nazionale ungherese ha disputato gli Europei 1947, disputando 2 incontri.
Arbitro internazionale dal 1953 al 1975, ha diretto in quattro edizioni dei Giochi olimpici (da Roma 1960 a Monaco 1972, arbitrando le finali di Roma e Messico 1968).
Ha arbitrato al Campionato mondiale maschile di pallacanestro 1963 e 1970, in otto edizioni degli Europei e in tre degli Europei femminili. A livello di club, ha diretto cinque finali della Coppa Campioni e due dell'edizione femminile, ed anche la finale della Coppa delle Coppe del 1972.